# Габра
Га́бра (болг. Габра) — село в Софійській області Болгарії. Входить до складу общини Єлин Пелин.

## Населення
За даними перепису населення 2011 року у селі проживали 1092 особи, з них 899 осіб (99,7%) — болгари.
Розподіл населення за віком у 2011 році:
Динаміка населення: